# 대영항
대영항은 전라남도 고흥군 동일면 봉영리에 위치한 어항이다. 1972년 3월 7일 지방어항으로 지정하여 관리하고 있다. 시설관리자는 고흥군수이다.

## 어항 연혁
원래 봉영리 봉남에 속하여 봉남에서 제일 큰 마을에 해당 되므로 1956년 행정구역 폐합시 대영이라 칭하여 현재에 이르고 있다.

## 어항 구역
본 항의 어항구역은 다음과 같다.
- 수역: 봉영리 산194번지 돌출부와 산40번지 돌출부를 연결한 공유수면

## 어항 시설
- 방파제 82m, 물양장 42m

## 주요 어종
- 새우, 양태, 삼치, 준치